# Zbójecka Piwnica (Beskid Niski)
Zbójecka Piwnica – nieistniejąca już jaskinia w południowo-zachodniej części Beskidu Niskiego.
Znajdowała się w tzw. Górach Hańczowskich, w północno-wschodnich zboczach Ostrego Wierchu, ponad źródliskami Ropki. Otwór wejściowy do jaskini znajdował się na wysokości ok. 800 m n.p.m. u podnóży wychodni skalnej o długości ok. 20 m i wysokości do 4 m.
Nazwa jaskini wiąże się z miejscowymi legendami o zbójnikach, którzy mieli w niej przechowywać swe skarby. Później – podobno jeszcze w latach międzywojennych – mieli z niej korzystać przemytnicy. Jaskinia musiała być dość sporych rozmiarów, skoro "Dziadek Mamrosz z Ropek opowiadał, że jeszcze po II wojnie światowej ukrywał tu krowy przed wojskiem". Krótko potem rozsadzili ją podobno materiałem wybuchowym żołnierze WOP, by ograniczyć możliwości ukrycia się postronnych osób w pobliżu linii granicy państwowej.
Obecnie u podnóży wspomnianej wychodni znajdziemy jedynie niewielkie zagłębienie, zawalone kamiennym, nieco już zarastającym rumowiskiem, w którym pomimo prób nie udało się odkopać wejścia do jaskini. Dojść można do niego w ok. 10–15 minut za śladami nikłej ścieżki od żółto znakowanego szlaku turystycznego, spod szczytu Ostrego Wierchu.